# Кыванч, Халит
Халит Кыванч (тур. Halit Kıvanç; 18 февраля 1925, Фатих, Стамбул — 25 октября 2022, Стамбул) — турецкий теле- и радиоведущий, юморист, спортивный журналист и писатель. Наиболее известен как спортивный комментатор.

## Биография
Родился в районе Фатих в Стамбуле в семье торговца Исмаила и его жены Леман, младшего из пяти братьев и сестёр. По этническому происхождению — даргинец, из семьи северокавказских мухаджиров.
Точная дата рождения неизвестна, так как в то время Турция все ещё использовала румийский календарь. Однако в официальных документах его днём рождения считается 18 февраля 1925 года.
Получил среднее образование в средней школе Пертевниял в Аксарае, Стамбул. В последнем классе перед выпускным потерял отца. Его брат Кемаль не позволил ему пойти работать, вместо этого он пожелал, чтобы Халит поступил в университет. Затем Халит изучал право в Стамбульском университете. После окончания учёбы прошёл военную службу.
В 1950 году Халит Кыванч поступил на государственную службу, чтобы стать судьёй. После непродолжительного периода ученичества он был назначен судьёй в Козлуке, маленьком городке на юго-востоке Турции, который незадолго до этого стал районом тогдашней провинции провинции Сиирт. На этом посту он пробыл всего пару месяцев. Кыванч ушёл в отставку и вернулся в Стамбул, чтобы продолжить карьеру журналиста, которая приносила ему гораздо больший доход.
Умер 25 октября 2022 года в возрасте 97 лет.

## Карьера
Уже в студенческие годы Халит Кыванч интересовался журналистикой. Его статьи были опубликованы в журнале юридического факультета Guguk («Cuckoo» на английском). Его неподдельный интерес к футболу побудил его печататься в спортивном еженедельнике Şut («Стреляй»). Позже его юмористические сочинения продвинулись вперёд. Профессиональная журналистская карьера началась, когда он был замечен Юсуфом Зия Ортачем, издателем известного иллюстрированного сатирического и юмористического журнала того времени Akbaba («Стервятник»), после того, как его первая шутка была напечатана.
Писал скетчи для Стамбульского радио TRT. Кыванч стал затем рассказчиком, когда его попросили рассказывать написанные им истории.
Он также писал спортивные репортажи в основном в газетах Milliyet, Tercüman, Hürriyet и Güneş. Его карьера спортивного комментатора, сделавшая его впоследствии знаменитым, началась, когда во время поездки его попросили комментировать спортивные события, о которых он сообщал в ежедневной газете Milliyet. Он комментировал участие Турции в крупных спортивных мероприятиях, таких как Олимпийские игры и различные чемпионаты мира по радио и телевидению. Халит Кыванч и двое его друзей основали в 1953 году первую в Турции ежедневную спортивную газету Türkiye Spor. Он отказался от карьеры спортивного комментатора в 1983 году после Кубка президента Турции по футболу.
В период с 1963 по 1964 год он почти год работал в BBC в Соединённом Королевстве для обучения, незадолго до того, как в Турции началось телевещание студии.
Помимо всех своих обязательств, Кыванч был популярным ведущим на сцене, его приглашали на музыкальные мероприятия и конкурсы. Вёл ток-шоу под названием «Halit Kıvanç'la Ustalar» (буквально: «Мастера с Халитом Кыванчем») по воскресеньям на турецком телеканале NTV. Кроме того, как большой поклонник Fenerbahçe SK, он вёл другое ток-шоу под названием «Efsanenin yeni 100 yılı» («Новый век легендарного») на Fenerbahçe TV.

## Достижения
Халит Кыванч считается первопроходцем в турецкой журналистике.
В 1952 году газета Türkiye Ekspres Gazetesi отправила его в Италию для интервью с четырьмя турецкими футболистами (Бюлент Экен, Бюлент Эсен, Шюкрю Гюлесин, Лефтер Кючюкандоньядис), игравшими в итальянских клубах. Он воспользовался этой возможностью и встретившись с Папой Римским в Ватикане, став первым турецким журналистом, которого туда допустили.
На конкурсе Всемирной конференции юмористов, проходившем в США, занял третье место.
Из-за поздней подачи заявки он не получил будку для выступлений на стадионе «Уэмбли» для трансляции футбольного матча между Англией и Германией в финале чемпионата мира по футболу 1966 года. Он прокомментировал матч, который длился два с половиной часа с овертаймом, по радио в Турции по телефону. На следующий день ему сказали, что он стал первым репортёром, который прокомментировал по телефону событие чемпионата мира по футболу.
В 2005 году Халит Кыванч отпраздновал 50-летие своей карьеры спортивного комментатора на специальном мероприятии, организованном правительством.

## Признание
Халит Кыванч получил сотни наград местных и международных профессиональных организаций за свой вклад в спортивную журналистику.

## Семейная жизнь
Халит Кыванч женился в 1955 году на Бюльбине, фармацевте по профессии. У пары есть сын Умит Кыванч (род. 1956), который был обозревателем ежедневной газеты Radikal.

## Дискография
Виниловые синглы 45 об/мин:
- Şampiyonlar Şarkısı Side A- «Şampiyonlar Şarkısı» Vasfi Uçaroğlu Orchestra, Side B- «Şampiyonların 15 Golü» football matches commented by Halit Kıvanç (1965) Ezgi Plakları. 45-104 Spor Serisi No: 1
- Side A- Metin Geliyor Metin" fan music by Şevket Uğurluer, Side B- «Kralın Golleri» by Halit Kıvanç. (1966) Ezgi Plakları. 45-105[11]
- Kıbrıs 74 (1974) Music concert of Ajda Pekkan and Modern Folk Trio presented by Halit Kıvanç. (1974) Balet Plak[12]